# Jerónimo Lobo
Jerónimo Lobo (Lisbona, 1593 – Coimbra, 29 gennaio 1678) è stato un gesuita portoghese, missionario in Etiopia, in Egitto, in Abissinia.
Al ritorno dalla missione, fu rettore del Collegio di Coimbra, città ove morì.
Nel 1659 scrisse la Relazione storica d'Abissinia,che contiene la prefazione del traduttore con le notizie biografiche del Lobo ed i suoi viaggi: il primo viaggio non riuscito, poi la descrizione del secondo viaggio; la Relazione dell'impero di Abissinia, la descrizione del Nilo.
L'abate Gioachimo Le Grand, che curò la traduzione in francese della Relazione storica d'Abissinia,  fece poi delle aggiunte con le "Dissertazioni sulla storia dell'Abissinia" del Ludolf, parlò dell'Etiopia, del Nilo, del Re d'Abissinia e delle cerimonie relative all'incoronazione, del mar Rosso ed altro.
La Relazione fu stampata a Parigi presso Guerin nel 1758